# Planigale novaeguineae
Planigale novaeguineae е вид бозайник от семейство Торбести мишки (Dasyuridae).

## Разпространение
Видът е разпространен в Индонезия и Папуа Нова Гвинея.